# Lędziny
Pour les articles homonymes, voir Lędziny (homonymie).
Lędziny est une ville de Pologne. Située dans la voïvodie de Silésie, elle fait partie de la région urbaine de Katowice au sein de l'aire métropolitaine de Haute-Silésie (en).

## Personnalités liées à la commune
- Kacper Duda (2004-), footballeur né à Lędziny.

## Jumelages
La ville de Lędziny est jumelée avec :
- Revúca (Slovaquie)
- Roccagorga (Italie)
- Uničov (Tchéquie)